# Afroepitriptus beckeri
Afroepitriptus beckeri là một loài ruồi trong họ Asilidae. Afroepitriptus beckeri được Lehr miêu tả năm 1992. Loài này phân bố ở vùng Cổ Bắc giới.